# Cementerio católico San Vicente de Paul
El Cementerio católico San Vicente de Paul es un cementerio en la ciudad de Ponce, Puerto Rico. Es el único cementerio de Puerto Rico con un grupo de nichos construidos formando un sótano, en el que los entierros ocurrieron por debajo del nivel del suelo, dando el efecto de una catacumba. El cementerio recibe su nombre de Vicente de Paúl (24 de abril de 1581 - 27 de septiembre de 1660), el sacerdote católico francés que dedicó su vida a servir a los pobres. Fue incluido en el Registro Nacional de Lugares Históricos de Estados Unidos como el "Cementerio Católico San Vicente de Paúl", el 25 de agosto de 1988.
Cementerio Católico San Vicente de Paul se encuentra fuera de la ruta PR-123 de Puerto Rico en el barrio Magueyes Urbano. PR-123 solía ser escrito PR-10, y esta última numeración de la ruta todavía puede verse en algunos de los documentos más antiguos sobre este cementerio. El cementerio está situado en un terreno con una pendiente del terreno empinada.